# Gratxovka (Oriol)
|  | Per a altres significats, vegeu «Gratxovka». |

Gratxovka (en rus: Грачёвка) és un poble (un possiólok) de l'óblast d'Oriol, a Rússia, segons el cens del 2010 no tenia cap habitant. Pertany al districte municipal de Verkhóvie.